# Метиз

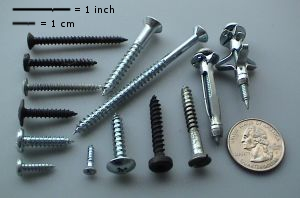

Мети́зы (акроним от «металлические изделия») — обобщённое название широкого спектра разных товаров из металла. В понятие входят все изделия, которые получаются из металла. Условно их можно разделить по назначению на промышленные и широкого назначения.
Широкого назначения — изделия, которые изготавливают из металла и применяют в повседневной жизни. Это различные ножницы и ножи, дверные петли,  мебельные крепёжные изделия, разнообразные пилы, предметы сельскохозяйственного назначения (топоры, лопаты, серпы, мотыги, грабли, косы), канцелярские скрепки и скобы для степлеров и многое другое. 
Промышленные метизы это выпускаемые заводским (на метизном заводе) способом стандартизированные изделия, применяемые при строительстве, ремонте, изготовлении (в машиностроении и других отраслях промышленности):
- телеграфные и телефонные крючья;
- металлическая проволока (и изделия из неё), канаты, тросы, сетка, лента;
- разводные шплинты;
- Шарики и другие детали для ШРУСов, шариковых и роликовых подшипников;
- шпонки;
- в том числе, различные виды крепёжных изделий (крепежа):
  - гвозди, шурупы, болты, винты, дюбели, анкеры, шпильки, гайки, штифты, пальцы;
  - шайбы, пружинные шайбы, заклепки;
  - применяемые в железнодорожном строительстве костыли, клеммные и закладные болты, путевые шурупы и другие изделия для рельсовых скреплений;
  - самонарезающие винты, конфирматы, глухари, талрепы, коуши, серьги и др.